# Ji-Young Gong
Ji-Young Gong   (Seül, 31 de gener de 1963) és una novel·lista coreana i una de les escriptores més famoses de l'ona d'autors que sacsejà els fonaments de la literatura coreana durant les dècades dels vuitanta i noranta del s. XX.

## Biografia
Ji-Young Gong s'interessà per la literatura des de molt jove; encara adolescent s'autopublicà relats i poemes.
Durant l'etapa universitària s'implicà en el moviment estudiantil. D'aquesta experiència prové el seu sentit de la finalitat literària. Al 1985 es gradua en Filologia per la Universitat Yonsei. La seua primera novel·la, Alba naixent, és resultat de la seua participació en els moviments estudiantils i obrers de l'època, un temps caracteritzat per violentes protestes i turbulència política a Corea del Sud.

## Obra
Comença a escriure amb plena dedicació al 1988. Les seues obres se centren en els treballadors, els no privilegiats i els qui pateixen discriminació. També ha escrit sobre dones joves amb estudis que intenten forjar les seues vides amb família i sense.
És una escriptora feminista. En moltes obres seues, la temàtica de la lluita de les dones i el moviment obrer es barregen en personatges que han d'enfrontar-se a la doble tasca de construir-se una identitat nova en el marc del moviment obrer i trobar un lloc en una societat masclista. A mesura que el caos i la repressió dels vuitanta es calma i els noranta és una dècada pròspera, els estudiants que tant s'havien sacrificat en la consecució de les transformacions socials, veuen un món que ja no sembla necessitar el seu fervor revolucionari ni la seua lluita. No els queda més remei que seguir el curs de vides corrents. Per a les dones, el procés de reintegració en una societat capitalista com a ciutadanes no sols implica l'assumpció d'objectius materials abans rebutjats, sinó també la submissió a l'ordre patriarcal. La ira i confusió resultants constitueixen el nucli de les obres de Ji-Young Gong.
Al costat de l'activisme social, una de les preocupacions temàtiques principals de l'autora és el tema feminista, sobretot pel que fa al fracàs d'una societat que no es desprén d'una mentalitat patriarcal. Dona suport a la igualtat de sexes i insisteix que tal igualtat, garantida per llei, no és encara una realitat. El 1993, la seua novel·la Ve sola com la banya d'un rinoceront, que tracta de lluita feminista, fou adaptada al cinema i al teatre.
A la fi dels noranta atorga més força creativa al tractament de personatges no privilegiats, discriminats per la societat coreana. En la seua novel·la de 1998 La meua germana Bongsoon, retrata la vida d'una dona en la dècada dels 60. En el seu best-seller Els nostres anys feliços, parla de la pena capital; i en la novel·la autobiogràfica Llar de felicitat descriu la realitat d'una família de pares divorciats. La seua obra més recent, El gresol, s'ocupa de la repressió sexual en la societat coreana, així com dels abusos i la violència cap a les amb discapacitat.

## Premis
- 2001 - Premi Literari Century
- 2001 - Premi Literari de l'Associació de Novel·listes Coreans
- 2004 - Premi Literari Oh Young-soo
- 2006 - Premi Especial d'Amnistia Internacional
- 2011 - Premi Literari Yi Sang

## Obres en coreà
- 1993 - Ve sola com la banya del rinoceront
- 1994 - El verat
- 2002 - La meua germana Bong-soon
- 1999 - Existir és plorar
- 2000 - Qui som, d'on venim i a on anem?
- 2005 - Pel·lícules de la meua vida
- 2005 - Els nostres temps feliços
- 2006 - Estava sola com una gota d'aigua
- 2006 - L'ànima sense ferides
- 2009 - Gent en la Bíblia per a xiquets
- 2009 - El gresol